# Список объектов культурного наследия Ростова Великого

## Музей-заповедники
- Государственный музей-заповедник «Ростовский кремль» — входит в свод особо ценных объектов Российской Федерации.

## Памятники археологии
| Объект                            | Датировка            | Адрес                                                                                                 | Категория охраны | Изображение |
| --------------------------------- | -------------------- | --- | ---------------- | ----------- |
| поселение «Уница»                 | неолит, эпоха бронзы | юго-западная окраина города, левобережный мыс древнего устья при впадении р. Уница в оз. Неро         | федеральный      |             |
| поселение «Рождественский остров» |                      | остров на оз. Неро, 1,2 км к югу от Ростовского кремля, 1,0 км к югу от северо-западного берега озера | нет информации   |             |
| культурный слой города Ростова    | X—XVII вв.           | центр города, от берега оз. Неро до Спартаковской ул.                                                 | федеральный      |             |
| Городские валы                    | 1629-1631 гг.        | центр города                                                                                          | федеральный      |             |

## Памятники архитектуры в Ростове Великом
| Объект                                             | Дата постройки                              | Адрес                                                 | Категория охраны | Чем занят                                                                   | Изображение |
| -------------------------------------------------- | ------------------------------------------- | ----------------------------------------------------- | ---------------- | --------------------------------------------------------------------------- | ----------- |
| Усадьба Плешанова                                  |                                             | Ленинская ул., 34                                     | региональный     |                                                                             |             |
| Церковь Покрова                                    | Нач. XIX век                                | Ленина ул., 31                                        |                  |                                                                             |             |
| церковь Леонтия «на Заровьи»                       | Сер.XVIII век                               | Коммунаров ул., 14                                    |                  |                                                                             |             |
| Церковь святителя Николая «на Всполье»             | 1813 год                                    | ул. Гоголя                                            |                  | Церковь                                                                     |             |
| Дом жилой с постоялым двором Фигуриной — Чистякова |                                             | ул. Каменный мост, 4                                  |                  |                                                                             |             |
| Дом жилой (деревянный) купцов Хлебниковых          |                                             | Ленинская ул., 58                                     |                  |                                                                             |             |
| Дом Емельяновых                                    | 1780 год                                    | Карла Маркса ул., 3                                   | региональный     |                                                                             |             |
| Флигель хозяйственный                              |                                             | Московская ул., 17-а                                  |                  |                                                                             |             |
| Дом Щеникова с лавкой                              |                                             | 50-летия Октября ул., 13                              |                  |                                                                             |             |
| Дом Серебреникова П. с лавкой                      |                                             | 50-летия Октября ул., 15                              |                  | Магазин                                                                     |             |
| Дом Кайдалова-Морокуева с лавкой                   |                                             | 50-летия Октября ул., 17                              |                  |                                                                             |             |
| Дом жилой посадского Орлова                        | не ранее 1790 г., 1849 г.                   | Подозерка ул., 20                                     | федеральный      |                                                                             |             |
| Дом жилой купца Голубкова                          |                                             | Подозерка ул., 21                                     | федеральный      |                                                                             |             |
| Дом жилой купца Скатерникова                       | не ранее 1790 г., не ранее 1870 г., 1899 г. | Подозерка ул., 23                                     | федеральный      |                                                                             |             |
| Дом жилой с лавками постоялым двором Кострулина    |                                             | Соборная ул., 2                                       |                  |                                                                             |             |
| Дом соборного притча                               |                                             | Соборная пл., 3                                       |                  |                                                                             |             |
| Дом жилой (б. Булочная Галашина)                   |                                             | Советская пл., 9-б                                    |                  |                                                                             |             |
| Здание бывшей канцелярии тюрьмы                    |                                             | Советская пл., 22                                     |                  |                                                                             |             |
| Дом жилой                                          |                                             | Володарского ул., 5                                   |                  |                                                                             |             |
| Дом Техановского                                   | кон. XVIII век — нач. XIX век               | Карла Маркса ул., 23                                  | региональный     |                                                                             |             |
| Дом Голубкова                                      | кон. XVIII век — нач. XIX век               | Коммунальная ул., 3                                   |                  | Не жилой                                                                    |             |
| Гостиный двор                                      | 1830 год                                    | 50-летия Октября ул., 4/3                             | региональный     | Магазины                                                                    |             |
| Дом жилой                                          |                                             | Володарского ул., 6                                   |                  |                                                                             |             |
| Торговое здание                                    |                                             | Кооперации ул., 9                                     |                  |                                                                             |             |
| Дом жилой                                          |                                             | Ленина ул., 5                                         |                  |                                                                             |             |
| Дом жилой                                          |                                             | Ленина ул., 8                                         |                  |                                                                             |             |
| Дом жилой                                          |                                             | Ленина ул., 15                                        |                  |                                                                             |             |
| Дом жилой                                          |                                             | Ленина ул., 17                                        |                  |                                                                             |             |
| Дом жилой с лавкой купца Лосева                    |                                             | Карла Либкнехта ул., 4                                |                  |                                                                             |             |
| Дом жилой с лавками купцов Емельяновых-Хомяковых   |                                             | Карла Маркса ул., 4                                   |                  |                                                                             |             |
| Дом жилой с лавками                                |                                             | Карла Маркса ул., 8                                   |                  |                                                                             |             |
| Дом жилой с лавками                                |                                             | Карла Марска ул., 10                                  |                  |                                                                             |             |
| Лавки                                              |                                             | Карла Маркса ул., 13                                  |                  |                                                                             |             |
| Дом жилой Стрижниковых                             |                                             | Окружная ул., 71                                      |                  |                                                                             |             |
| Дом жилой                                          |                                             | Октябрьской революции пл., 1 (угол ул. Каменный мост) |                  |                                                                             |             |
| Дом жилой                                          |                                             | Октябрьской революции пл., 2                          |                  |                                                                             |             |
| Дом жилой                                          |                                             | Октябрьской революции пл., 3                          |                  |                                                                             |             |
| Здание фабрики «Финифть»                           |                                             | Октябрьской революции пл., 5                          |                  |                                                                             |             |
| Дом жилой                                          |                                             | Пролетарская ул., 1/8 (Окружная ул.)                  |                  |                                                                             |             |
| Городской парк                                     |                                             | Пролетарская ул., на берегу оз. Неро                  |                  | Парк                                                                        |             |
| Дом жилой                                          |                                             | Свердлова ул., 83, угол Ленина ул, 2                  |                  |                                                                             |             |
| Дом жилой                                          |                                             | Свердлова ул., 84, Ленина ул., 1                      |                  |                                                                             |             |
| Дом жилой                                          |                                             | Свердлова ул., 85                                     |                  |                                                                             |             |
| Дом жилой                                          |                                             | Свердлова ул., 80, угол Октябрьской, 1                |                  |                                                                             |             |
| Торговый ряд                                       |                                             | Соборная пл., 5                                       |                  |                                                                             |             |
| Торговый ряд                                       |                                             | Соборная пл., 8                                       |                  |                                                                             |             |
| Здание бывшей (Женской) гимназии                   |                                             | Советская пл., 8                                      |                  | Ростовский филиал ГАЯО                                                      |             |
| Дом жилой                                          |                                             | Советская ул., 5-7                                    | региональный     |                                                                             |             |
| Дом Сорогина                                       | кон. XVIII в., XIX в.                       | Советская пл., 2                                      | региональный     | Администрация района                                                        |             |
| усадьба Кайдаловых                                 |                                             | Московская ул., 17                                    |                  |                                                                             |             |
| Комплекс церкви Исидора Блаженного (Вознесения)    |                                             | Карла Маркса ул.                                      | региональный     | церковь                                                                     |             |
| церковь Толгская (Иоанна Милостивого)              | 1761 г.                                     | Декабристов ул., 11                                   | региональный     |                                                                             |             |
| Здание богадельни                                  |                                             | Ленина ул., 61                                        | региональный     |                                                                             |             |
| Колокольня                                         |                                             | Карла Маркса ул.                                      | региональный     |                                                                             |             |
| Церковь Косьмы и Дамиана                           |                                             | Перовский пер.                                        | региональный     | церковь                                                                     |             |
| Комплекс торговых и общественных зданий            |                                             | 50-летия Октября пл.,1,3,5,6,7,9                      | региональный     |                                                                             |             |
| Здание торговых рядов                              |                                             | 50-летия Октября пл., 1                               | региональный     |                                                                             |             |
| Здание торговых рядов                              |                                             | 50-летия Октября пл., 3                               | региональный     |                                                                             |             |
| Здание торговых рядов                              |                                             | 50-летия Октября пл., 5                               | региональный     |                                                                             |             |
| Здание гостиницы Царькова                          |                                             | 50-летия Октября пл., 6                               | региональный     |                                                                             |             |
| Здание магазина Иванова                            |                                             | 50-летия Октября пл.                                  | региональный     |                                                                             |             |
| Здание торговых рядов                              |                                             | 50-летия Октября ул., 7                               | региональный     |                                                                             |             |
| Ансамбль                                           |                                             | Сакко ул., 11, 13                                     | региональный     |                                                                             |             |
| Церковь Бориса и Глеба                             |                                             | Сакко ул., 11                                         | региональный     |                                                                             |             |
| Церковь Дмитрия Митрополита Ростовского            |                                             | Сакко ул., 13                                         | региональный     |                                                                             |             |
| Церковь Николы на Подозерьи                        |                                             | Сакко ул., 20                                         | региональный     |                                                                             |             |
| Колокольня Церкви Крестовоздвижения                |                                             | Советская пл.                                         | региональный     |                                                                             |             |
| Ансамбль городского сада                           |                                             | Советская пл.                                         | региональный     |                                                                             |             |
| Павильон                                           |                                             | Советская пл.                                         | региональный     |                                                                             |             |
| Решетка                                            |                                             | Советская пл.                                         | региональный     |                                                                             |             |
| Здание магистрата                                  |                                             | Советская пл., 4                                      | региональный     |                                                                             |             |
| Дом жилой                                          | 1790-е                                      | Коммунаров ул., 14                                    |                  |                                                                             |             |
| Усадьба                                            | кон. XVIII — 2-я пол. XIX вв.               | Ленинская ул., 36                                     |                  |                                                                             |             |
| Дом Мальгиных                                      | сер. XIX в.                                 | Ленинская ул., 37                                     |                  | Поликлиника № 1                                                             |             |
| Дом жилой                                          | нач. XIX в., 2-я пол. XIX в., нач. XX в.    | Ленинская ул., 44                                     |                  | Магазин                                                                     |             |
| Здание богадельни                                  | XIX в.                                      | Ленинская ул., 61                                     |                  |                                                                             |             |
| Дом Щеткина                                        | 1786-1787                                   | Либкнехта К. ул., 5                                   |                  |                                                                             |             |
| Дом Латышева                                       | кон. XVIII — нач. XX вв.                    | Либкнехта К. ул., 6                                   |                  |                                                                             |             |
| Дом Малова                                         | нач. XX в.                                  | Луначарского ул., 61                                  |                  |                                                                             |             |
| Торговые ряды (Дом Хлебниковых)                    | 1781 г., сер. XIX в.                        | Маршала Алексеева ул., 9                              |                  | Гостиница                                                                   |             |
| Усадьба                                            | XVIII-XIX вв.                               | Пролетарская ул., 22, 22-а                            |                  | Департамент культуры и градостроительства Ростовского муниципального района |             |
| Дом жилой                                          | 2-я пол. XIX в.                             | Пролетарская ул., 23                                  |                  | Не эксплуатируется. До этого использовалось как Поликлиника № 2             |             |
| Дом жилой                                          | 1840-е                                      | Пролетарская ул., 35                                  |                  | Не эксплуатируется. До этого использовалось как СЭС.                        |             |
| Особняк                                            | сер. XIX в., кон. XIX — нач. XX вв.         | Пролетарская ул., 46                                  |                  | Не жилой                                                                    |             |
| Дом Сорогина                                       | кон. XVIII в.                               | Советская пл., 8                                      |                  | Ресторан, Ростовский филиал ГАЯО                                            |             |
| Комплекс Плешановской богадельни                   | 1872                                        | Спартаковская ул., 142                                |                  | Налоговая инспекция                                                         |             |
| Дом Орлова                                         | кон. XVIII в.                               | Толстовская наб., 20                                  |                  |                                                                             |             |
| Дом Голубкина                                      | кон. XVIII в.                               | Толстовская наб., 21                                  |                  |                                                                             |             |
| Дом Горячева                                       | кон. XVIII в.                               | Толстовская наб., 22                                  |                  |                                                                             |             |
| Дом Скатерникова                                   | кон. XVIII в.                               | Толстовская наб., 23                                  |                  |                                                                             |             |
| Дом Скатерникова                                   | кон. XVIII в.                               | Толстовская наб., 24                                  |                  |                                                                             |             |
| Здание гостиницы Яковлевского монастыря            | 1914                                        | Энгельса ул., 16                                      |                  |                                                                             |             |

## Памятники истории
| Объект | Датировка             | Адрес                                                                       | Категория охраны | Используется | Изображение |
| --- | --------------------- | --------------------------------------------------------------------------- | ---------------- | ------------ | ----------- |
| Дом жилой с лавками Серебренниковых                                                                                           |                       | 50 лет Октября ул., 19, 21                                                  | Местная          |              |             |
| Башня юго-восточная | кон.XVIII-нач.XIX вв. | Ленинградская ул., 9-11                                                     | не установлена   |              |             |
| Могила Героя Советского Союза Гладышева Н.А.                                                                                  |                       | гражданское кладбище у переезда через дорогу при выезде из Ростова на Углич | не установлена   |              |             |
| Здание мужской гимназии Кекина, где проходило первое заседание совета рабочих депутатов                                       | 1917 год              | Моравского ул. 6                                                            | местная          | школа        |             |
| Здание, где была провозглашена советская власть в городе                                                                      | 1917 год              | 50-летия октября пл., 11                                                    | местная          |              |             |
| Дом, в котором размещались укомы РКП(б) и РКСМ, штаб ЧОН                                                                      |                       | Свердлова ул., 18(Окружная ул., 1)                                          | местная          |              |             |
| Здание, где в библиотеке сестер Мальгиных находилась явочная квартира местной группы РСДРП и хранилась нелегальная литература | 1900-е-1910-е годы    | Советская ул., 9/2                                                          | местная          |              |             |
| Кладбище, где похоронены советские воины, умершие от ран в госпиталях в годы Великой Отечественной войны 1941-1945 гг.        | 1941-1945 годы        | Юрьевская слобода, Борисоглебское шоссе, городское кладбище                 | местная          |              |             |